# رافاييل رودريغيز باريرا
رافاييل رودريغيز باريرا (بالإسبانية: Rafael Rodríguez Barrera)‏ هو محامي ودبلوماسي وسياسي مكسيكي، ولد في 1 فبراير 1937 بكامبيتشي في المكسيك، وتوفي في 3 ديسمبر 2011 في نفس البلد بسبب نوبة قلبية. حزبياً، نشط في الحزب الثوري المؤسساتي. وقد انتخب President of the Institutional Revolutionary Party ‏ وانتخب سفير وانتخب عضو مجلس النواب المكسيك.